# Moe Becker
Morris Robert "Moe" Becker (Nueva York, Nueva York; 24 de febrero de 1917-Peoria, Arizona; 9 de enero de 1996) fue un jugador de baloncesto estadounidense que disputó una temporada en la BAA, además de jugar en la PBL y la ABL. Con 1,85 metros de estatura, jugaba en la posición de escolta.

## Trayectoria deportiva

### Universidad
Jugó durante tres temporadas con los Dukes de la Universidad Duquesne. En su primera temporada lideró al equipo en anotación, consiguiendo 214 puntos, con una máxima anotación en un partido de 23. Al año siguiente fue el artífice de completar una gran temporada, con 17 victorias y una única derrota, los 15 últimos triunfos de forma consecutiva. Recibieron invitaciones tanto para disputar el Torneo de la NCAA como el NIT. En el primero de ellos cayeron en segunda ronda ante el equipo que a la postre sería campeón, la Universidad de Indiana, mientras que en el segundo alcanzaron la final ante la Universidad de Colorado, pero Becker se lesionó en las semifinales, disputando mermado la final, en la que cayeron por 51-40, anotando 8 puntos.

### Profesional
Tras acabar su carrera universitaria, disputó con los Aberdeen Army Center el World Professional Basketball Tournament, un torneo profesional por invitación, en el cual fue incluido en el mejor quinteto de la competición, jugando posteriormente 4 temporadas en la ABL.
En 1946 ficha por los Pittsburgh Ironmen de la BAA, jugando 17 partidos en los que promedió 6,4 puntos, siendo traspasado mediada la temporada a los Boston Celtics a cambio de Tony Kappen.
Pero en los Celtics apenas disputó 6 partidos, en los que promedió 2,2 puntos, antes de ser despedido. Acabó la temporada jugando con los Detroit Falcons. Acabó su carrera profesional jugando una temporada en la PBL.

#### Estadísticas en la BAA

##### Temporada regular
| Temporada | Edad | Equipo             | Liga | P  | TIT | MIN | TC  | TCA  | %TC  | 3P | 3PA | %3P | TL  | TLA | %TL  | R.OF. | R.DEF. | REB | ASIS | ROB | TAP | PER | FP  | PTS |
| 1946-47   | 29   | TOTAL              | BAA  | 43 |     |     | 1.6 | 8.3  | .196 |    |     |     | 0.5 | 1.0 | .500 |       |        |     | 0.7  |     |     |     | 2.3 | 3.8 |
| 1946-47   | 29   | Pittsburgh Ironmen | BAA  | 17 |     |     | 2.7 | 13.5 | .201 |    |     |     | 0.9 | 1.8 | .533 |       |        |     | 0.8  |     |     |     | 2.9 | 6.4 |
| 1946-47   | 29   | Boston Celtics     | BAA  | 6  |     |     | 0.8 | 3.7  | .227 |    |     |     | 0.5 | 0.7 | .750 |       |        |     | 0.2  |     |     |     | 2.5 | 2.2 |
| 1946-47   | 29   | Detroit Falcons    | BAA  | 20 |     |     | 1.0 | 5.4  | .178 |    |     |     | 0.2 | 0.5 | .300 |       |        |     | 0.8  |     |     |     | 1.7 | 2.1 |
| Total     |      |                    | BAA  | 43 |     |     | 1.6 | 8.3  | .196 |    |     |     | 0.5 | 1.0 | .500 |       |        |     | 0.7  |     |     |     | 2.3 | 3.8 |